# Sclerolaena deserticola
Sclerolaena deserticola là loài thực vật có hoa thuộc họ Dền. Loài này được Paul G. Wilson miêu tả khoa học đầu tiên năm 1984.